# (35928) 1999 JV107
1999 JV107 (asteroide 35928) é um asteroide da cintura principal. Possui uma excentricidade de 0.10691820 e uma inclinação de 10.73422º.
Este asteroide foi descoberto no dia 13 de maio de 1999 por LINEAR em Socorro.